# Camponotus sellidorsatus
Camponotus sellidorsatus é uma espécie de inseto do gênero Camponotus, pertencente à família Formicidae.